# فرانسيسكو دافيد غونزاليس بورخيس
فرانسيسكو ديفيد غونزاليس بورخيس (بالإسبانية: David González Borges)‏ (من مواليد 25 أغسطس 1981 في لاس بالماس، جزر الكناري) هو لاعب كرة قدم إسباني، يلعب لنادي لاس بالماس في مركز خط الوسط.

## وصلات خارجية
- فرانسيسكو دافيد غونزاليس بورخيس على موقع قاعدة بيانات كرة القدم.إي يو (الإنجليزية)
- فرانسيسكو دافيد غونزاليس بورخيس على موقع Soccerway.com (الإنجليزية)
- فرانسيسكو دافيد غونزاليس بورخيس على موقع AS.com (الإسبانية)

- Las Palmas official profile (بالإسبانية)
- BDFutbol profile
- Futbolme profile (بالإسبانية)
- Transfermarkt profile